# Passiflora roseorum
Passiflora roseorum là một loài thực vật thuộc họ Passifloraceae. Đây là loài đặc hữu của Ecuador.